# Equacions de Maxwell
|  | Aquest article tracta sobre les equacions electromagnètiques. Si cerqueu les equacions termodinàmiques, vegeu «Relacions de Maxwell». |

Les equacions de Maxwell són un conjunt de quatre equacions que, afegint-hi la força de Lorentz, descriuen completament els fenòmens electromagnètics. La gran contribució de James Clerk Maxwell fou reunir en aquestes equacions molts anys de resultats experimentals i investigacions teòriques, deguts a Coulomb, Gauss, Ampère, Faraday i altres, introduint els conceptes de camp i de corrent de desplaçament, i unificant els camps elèctrics i magnètics en un sol concepte: el camp electromagnètic. De les equacions de Maxwell, a més, es desprèn l'existència d'ones electromagnètiques propagant-se amb velocitat igual al valor de la velocitat de la llum c en el buit, amb la qual cosa Maxwell va identificar la llum amb una ona electromagnètica, unificant l'òptica amb l'electromagnetisme.
Quan Maxwell va elaborar la seva teoria de l'electromagnetisme, va proposar no quatre sinó vint equacions, les quals descrivien el comportament dels camps elèctrics i magnètics. En les dues dècades que van seguir la seva mort, el britànic Oliver Heaviside i l’alemany Heinrich Hertz van combinar i simplificar les equacions de Maxwell.
Les lleis no van ser escrites per Maxwell, si més no en la forma vectorial habitual avui dia. Maxwell estava convençut que l'electromagnetisme estaria millor formulat en forma de quaternions, que havien estat inventats l'any 1843 pel matemàtic irlandès William Rowan Hamilton (1805 – 1865), perquè utilitzaven quatre dimensions i, per tant, podien encabir l'espai tridimensional i el temps. A la seva forma original, les equacions de Maxwell eren un conjunt de 20 expressions de quaternions, 8 equacions dedicades als camps electromagnètics (incloent-hi el potencial vectorial magnètic) i 12 que s'ocupen del potencial escalar magnètic, la massa magnètica i la conductivitat magnètica.

## Detall de les equacions

### Llei de Gauss

La llei de Gauss afirma que, donat que la càrrega és positiva i està dins la superfície, el flux serà positiu, tal com veiem en el dibuix.

La llei de Gauss afirma que, donat que la càrrega està a l'exterior de la superfície, el flux serà nul, tal com s'intueix en el dibuix.

La llei de Gauss relaciona el flux del camp elèctric a través d'una superfície tancada amb la quantitat de càrrega que es troba a l'interior de la superfície.
Primer de tot, la definició del flux del camp elèctric {\displaystyle \Phi _{E}} és la integral sobre tota la superfície tancada del vector {\displaystyle \mathrm {d} \mathbf {S} } multiplicat escalarment pel vector camp elèctric {\displaystyle \mathbf {E} }:

{\displaystyle \Phi _{E}=\oint _{S}\mathbf {E} \cdot \mathrm {d} \mathbf {S} }

Per altra banda, hem dit que ens interessa la quantitat de càrrega a l'interior de la superfície tancada. Per tant, sigui {\displaystyle V} el volum que està envoltat per la superfície {\displaystyle S} - és a dir, que {\displaystyle S} és la frontera de {\displaystyle V}: {\displaystyle S=\partial V} - la càrrega total a l'interior de {\displaystyle S} serà la integral de volum de la densitat de càrrega {\displaystyle \rho } :

{\displaystyle Q_{\mathrm {int} }=\int _{V}\;\rho \;\mathrm {d} V}

Un cop dit això, la llei de Gauss afirma que el flux del camp elèctric a través d'una superfície {\displaystyle S=\partial V} és directament proporcional a la càrrega interior, i la constant de proporcionalitat és {\displaystyle {\frac {1}{\varepsilon _{0}}}}. Això escrit matemàticament és:

{\displaystyle \oint _{\partial V}\mathbf {E} \cdot \mathrm {d} \mathbf {S} ={\frac {Q_{\mathrm {int} }}{\varepsilon _{0}}}={\frac {1}{\varepsilon _{0}}}\int _{V}\;\rho \;\mathrm {d} V}

que s'anomena la llei de Gauss en forma integral. En el cas del camp electroestàtic, aquesta fórmula es pot deduir de la llei de Coulomb i viceversa. Tot i això, la llei de Gauss segueix sent vàlida en el cas electrodinàmic.
A partir de la fórmula anterior, i aplicant el teorema de la divergència, obtindrem la llei de Gauss en forma diferencial. Vegem-ho:

{\displaystyle {\frac {Q_{\mathrm {int} }}{\varepsilon _{0}}}=\int _{V}\;{\frac {\rho }{\varepsilon _{0}}}\;\mathrm {d} V=\oint _{\partial V}\mathbf {E} \cdot \mathrm {d} \mathbf {S} =\int _{V}\;\nabla \cdot \mathbf {E} \;\mathrm {d} V\;\Rightarrow \;\int _{V}\left(\nabla \cdot \mathbf {E} -{\frac {\rho }{\varepsilon _{0}}}\right)\mathrm {d} V=0}

on hem aplicat el teorema de la divergència en la tercera igualtat. Com que això es compleix per a qualsevol volum {\displaystyle V}, implica que l'element de dins l'última integral és sempre 0, de manera que concluïm que:

{\displaystyle \nabla \cdot \mathbf {E} ={\frac {\rho }{\varepsilon _{0}}}}

### Llei de Gauss per al magnetisme

Veiem a la figura les línies de camp creat per un dipol magnètic. Veiem que, tal com afirma la llei de Gauss per al magnetisme, el flux a través de la superfície és nul, ja que entren tantes línies de camp com surten.

La llei de Gauss per al magnetisme afirma que no existeixen els monòpols magnètics, és a dir, que no es pot aïllar un punt on només entrin línies de camp magnètic o només en surtin, sinó que totes les línies de camp són tancades. Això s'expressa dient que el camp magnètic és un camp solenoidal. Fent servir el llenguatge del càlcul vectorial, podem escriure la llei de Gauss per al magnetisme en forma diferencial de la següent manera:

{\displaystyle \nabla \cdot \mathbf {B} =0}

Com passava abans, aquesta llei pot ser escrita també integralment. Per passar d'una a l'altra, apliquem una integral de volum als dos costats de la igualtat anterior:

{\displaystyle \int _{V}\nabla \cdot \mathbf {B} \;\mathrm {d} V=\int _{V}\;0\;\mathrm {d} V=0}

Tornem a aplicar el teorema de la divergència, així que ens queda que:

{\displaystyle 0=\int _{V}\nabla \cdot \mathbf {B} \;\mathrm {d} V=\oint _{\partial V}\mathbf {B} \cdot \mathrm {d} \mathbf {S} }

Que és la llei de Gauss per al magnetisme en forma integral.

### Llei de Faraday

Esquema on es visualitza una superfície, la seva frontera i un vector diferencial de superfície, que és sempre perpendicular a la superfície en qualsevol punt. Cal fixar-se en el fet que l'orientació del camí segueix la regla de la mà dreta.

La llei de Faraday estableix la relació entre la força electromotriu induïda a una espira i la variació del flux del camp magnètic a través de la superfície de l'espira. Començarem expressant la llei en forma integral, i llavors la passarem a forma diferencial.
Matemàticament, podem interpretar l'espira com una corba parametritzada. Aquesta corba és, al mateix temps, la frotera d'infinites superfícies obertes que també podem expressar matemàticament. Llavors, triarem una qualsevol d'aquestes superfícies (la que més adient sigui pel nostre problema) que anomenarem {\displaystyle S}. El flux del camp magnètic a través de {\displaystyle S} és:

{\displaystyle \Phi _{B}=\int _{S}\mathbf {B} \cdot \mathrm {d} \mathbf {S} }

Amb aquestes condicions, la llei de Faraday afirma que la variació del flux comporta una força electromotriu induïda a l'espira de la següent manera:

{\displaystyle {\mathcal {E}}=-{\frac {\mathrm {d} }{\mathrm {d} t}}\Phi _{B}=-{\frac {\mathrm {d} }{\mathrm {d} t}}\int _{S}\mathbf {B} \cdot \mathrm {d} \mathbf {S} }

Però la força electromotriu induïda es pot interpretar com la integral de línia al llarg de l'espira del camp elèctric, és a dir:

{\displaystyle {\mathcal {E}}=\oint _{\partial S}\mathbf {E} \cdot \mathrm {d} \mathbf {l} }

On la integral de línia es fa seguint l'orientació induïda per l'orientació de la superfície, o sigui, seguint la regla de la mà dreta (vegeu figura). Finalment, ens queda l'expressió definitiva de la llei de Faraday en forma integral:

{\displaystyle \oint _{\partial S}\mathbf {E} \cdot \mathrm {d} \mathbf {l} =-{\frac {\mathrm {d} }{\mathrm {d} t}}\int _{S}\mathbf {B} \cdot \mathrm {d} \mathbf {S} }

Com passava els altres cops, podem escriure-ho d'una altra manera, que anomenarem llei de Faraday en forma diferencial:

{\displaystyle \nabla \times \mathbf {E} =-{\frac {\partial \mathbf {B} }{\partial t}}}

Es pot deduir de l'expressió anterior fent servir el teorema de Stokes.

## Formulació
La formulació moderna de les equacions de Maxwell és deguda a Oliver Heaviside i Josiah Willard Gibbs, que el 1884 reformularen les equacions originals de Maxwell en un sistema abreujat utilitzant notació vectorial. La formulació original de Maxwell datava de 1865 i contenia 20 equacions de 20 variables. La formulació vectorial resultava especialment atractiva perquè remarcava les simetries intrínseques en les equacions fent més fàcil la seva utilització.
Les equacions de Maxwell, en forma integral i diferencial són les següents (ambdues formes són totalment equivalents, es pot passar d'una a l'altra amb les eines habituals del càlcul diferencial).
| Nom                             | Forma diferencial                                                                                   | Forma integral |
| ------------------------------- | --------------------------------------------------------------------------------------------------- | --- |
| Llei de Gauss                   | {\displaystyle \nabla \cdot \mathbf {D} =\rho }                                                     | {\displaystyle \oint _{S}\mathbf {D} \cdot \mathrm {d} \mathbf {S} =Q_{i}} |
| Llei de Gauss per al magnetisme | {\displaystyle \nabla \cdot \mathbf {B} =0}                                                         | {\displaystyle \oint _{S}\mathbf {B} \cdot \mathrm {d} \mathbf {S} =0} |
| Llei de Faraday:                | {\displaystyle \nabla \times \mathbf {E} =-{\frac {\partial \mathbf {B} }{\partial t}}}             | {\displaystyle \oint _{\partial S}\mathbf {E} \cdot \mathrm {d} \mathbf {l} =-{\mathrm {d} \over \mathrm {d} t}\int _{S}\mathbf {B} \cdot \mathrm {d} \mathbf {S} }                                                    |
| Llei d'Ampère-Maxwell:          | {\displaystyle \nabla \times \mathbf {H} =\mathbf {J} +{\frac {\partial \mathbf {D} }{\partial t}}} | {\displaystyle \oint _{\partial S}\mathbf {H} \cdot \mathrm {d} \mathbf {l} =\int _{S}\mathbf {J} \cdot \mathrm {d} \mathbf {S} +{\mathrm {d} \over \mathrm {d} t}\int _{S}\mathbf {D} \cdot \mathrm {d} \mathbf {S} } |

- Q és la càrrega elèctrica (unitat SI: coulomb).
- ρ és la densitat de càrrega elèctrica (unitat SI: coulomb per metre cúbic), sense incloure càrregues dipolars lligades a un material.
- {\displaystyle \mathbf {B} } és la inducció magnètica (unitat SI: tesla, volt × segon per metre quadrat) {\displaystyle \mathbf {B} =\mu _{0}\mathbf {H} }.
- {\displaystyle \mathbf {D} } és el desplaçament elèctric (unitat SI: coulomb per metre quadrat) {\displaystyle \mathbf {D} =\varepsilon \mathbf {E} }.
- {\displaystyle \mathbf {S} } és l'àrea de la superfície gaussiana d'integració.
- {\displaystyle \mathbf {E} } és el camp elèctric (unitat SI: volt per metre).
- {\displaystyle \mathbf {H} } és el camp magnètic (unitat SI: ampere per metre).
- {\displaystyle \mathbf {J} } és la densitat de corrent elèctric (unitat SI: ampere per metre quadrat)
- {\displaystyle \nabla \cdot } és l'operador divergència (unitat del SI: 1 per metre)
- {\displaystyle \nabla \times } és l'operador rotacional (unitat del SI: 1 per metre)

Encara que es donen les unitats del sistema internacional d'unitats per a les diversos magnituds, les equacions de Maxwell es mantenen en altres sistemes d'unitats.

## Interpretació física de les equacions
Les quatre equacions de Maxwell expressen, respectivament, com les càrregues elèctriques produeixen camps elèctrics (llei de Gauss), l'absència experimental de càrregues magnètiques (2a llei), com el corrent produeix camps magnètics (llei d'Ampère) i com els camps magnètics canviants produeixen camps elèctrics (llei de la inducció de Faraday).

### Conservació de la càrrega
La conservació de la càrrega és un principi que estableix que no és possible crear ni destruir càrrega. Això vol dir que si en un punt hi ha una disminució de la densitat de càrrega, implica que també hi ha d'haver una divergència positiva de densitat de corrent, i viceversa.
Això pot ser resumit matemàticament en la següent expressió

{\displaystyle {\frac {\partial \rho }{\partial t}}+\nabla \cdot \mathbf {J} =0}

que pot deduir-se fàcilment a partir de les lleis de Maxwell.
Aquesta expressió també es pot escriure en forma integral:

{\displaystyle \oint _{S}\mathbf {J} \cdot \mathrm {d} \mathbf {S} =-{\frac {\mathrm {d} Q_{\mathrm {int} }}{\mathrm {d} t}}}

Que s'obté utilitzant el teorema de la divergència a l'expressió diferencial anterior.

### Força de Lorentz
Les equacions de Maxwell expressen com les càrregues i corrents creen camps elèctrics i magnètics, però no com aquests camps actuen sobre la matèria. Per a això es necessita la llei de força de Lorentz:
{\displaystyle \mathbf {F} =q(\mathbf {E} +\mathbf {v} \times \mathbf {B} )}
Aquesta llei ens diu quina força experimenta una càrrega puntual en moviment en el si d'un camp electromagnètic. Si en lloc d'una càrrega puntual tenim una distribució de càrrega, la corresponent força per unitat de volum és:
{\displaystyle \mathbf {f} =\rho \mathbf {E} +\mathbf {J} \times \mathbf {B} }
i la resultant sobre tot el volum és la integral d'aquesta densitat estesa a tot el volum.

## Equacions de Maxwell en el buit
Considerarem que en el buit no hi ha ni càrregues ni corrents, és a dir, que:

{\displaystyle \rho =0\qquad ;\qquad \mathbf {J} =0}

A més a més també tindrem que en el buit no hi ha ni polarització ni magnetització, de manera que:

{\displaystyle \varepsilon _{0}\mathbf {E} =\mathbf {D} \qquad ;\qquad \mathbf {B} =\mu _{0}\mathbf {H} }

Així doncs, les equacions de Maxwell se simplifiquen considerablement i s'obté:
{\displaystyle \nabla \cdot \mathbf {E} =0}
{\displaystyle \nabla \cdot \mathbf {B} =0}
{\displaystyle \nabla \times \mathbf {E} =-{\frac {\partial \mathbf {B} }{\partial t}}}
{\displaystyle \nabla \times \mathbf {B} =\varepsilon _{0}\mu _{0}{\frac {\partial \mathbf {E} }{\partial t}}}
Si les manipulem matemàticament, aquestes equacions condueixen a les següents dues EDP:
{\displaystyle \nabla ^{2}\mathbf {E} =\mu _{0}\epsilon _{0}{\frac {\partial ^{2}\mathbf {E} }{\partial t^{2}}}}
{\displaystyle \nabla ^{2}\mathbf {B} =\mu _{0}\epsilon _{0}{\frac {\partial ^{2}\mathbf {B} }{\partial t^{2}}}}
Les anteriors equacions tenen la mateixa forma que l'equació d'ona, és a dir, que els camps electromagnètics en el buit es comporten com ones tridimensionals que es propaguen a velocitat

{\displaystyle c={\frac {1}{\sqrt {\mu _{0}\varepsilon _{0}}}}}

Aquesta velocitat c és la velocitat de la llum en el buit, la qual cosa suggereix (tal com se sap actualment) que la llum és un tipus particular d'ona electromagnètica.

## Les equacions de Maxwell en relativitat especial
En relativitat especial, per tal d'expressar més clarament que les equacions de Maxwell en el buit tenen la mateixa forma en qualsevol sistema de referència inercial, s'acostumen a escriure en termes de quadrivectors i tensors en forma covariant (en unitats cgs):
{\displaystyle {4\pi  \over c}J^{\beta }={\partial F^{\alpha \beta } \over {\partial x^{\alpha }}}\ {\stackrel {\mathrm {def} }{=}}\ \partial _{\alpha }F^{\alpha \beta }\ {\stackrel {\mathrm {def} }{=}}\ {F^{\alpha \beta }}_{,\alpha }\,\!},
i
{\displaystyle 0=\partial _{\gamma }F_{\alpha \beta }+\partial _{\beta }F_{\gamma \alpha }+\partial _{\alpha }F_{\beta \gamma }\ {\stackrel {\mathrm {def} }{=}}\ {F_{\alpha \beta }}_{,\gamma }+{F_{\gamma \alpha }}_{,\beta }+{F_{\beta \gamma }}_{,\alpha }\ {\stackrel {\mathrm {def} }{=}}\ \epsilon _{\delta \alpha \beta \gamma }{F^{\beta \gamma }}_{,\alpha }}
on {\displaystyle \,J^{\alpha }} és el quadricorrent, {\displaystyle \,F^{\alpha \beta }} és el tensor electromagnètic, {\displaystyle \,\epsilon _{\alpha \beta \gamma \delta }} és el símbol de Levi-Civita i
{\displaystyle {\partial  \over {\partial x^{\alpha }}}\ {\stackrel {\mathrm {def} }{=}}\ \partial _{\alpha }\ {\stackrel {\mathrm {def} }{=}}\ {}_{,\alpha }\ {\stackrel {\mathrm {def} }{=}}\ \left({\frac {\partial }{\partial ct}},\nabla \right)}
és el quadrigradient. Els índexs repetits se sumen d'acord amb el conveni de sumació d'Einstein.
La primera equació tensorial expressa les dues equacions de Maxwell inhomogènies: la llei de Gauss i la d'Ampère amb les correccions de Maxwell. La segona equació expressa les altres dues equacions homogènies: la llei de Faraday de la inducció i la llei de Gauss per al camp magnètic (l'absència de monopols magnètics).
S'ha suggerit que el component vXB de la Força de Lorentz es pot derivar de la llei de Coulomb i la relativitat especial si hom assumeix la invariància de la càrrega elèctrica.